# Circolo Canottieri Ortigia 2021-2022

## Rosa
| N° |                   | Ruolo | Giocatore            |
| -- | ----------------- | ----- | -------------------- |
|    | Italia (bandiera) | P     | Federico Piccionetti |
|    | Italia (bandiera) | P     | Domenico Ruggiero    |
|    | Italia (bandiera) | P     | Stefano Tempesti     |
|    | Italia (bandiera) | D     | Leonardo Cassia      |
|    | Italia (bandiera) | D     | Lorenzo Giribaldi    |
|    | Italia (bandiera) | D     | Simone Rossi         |
|    | Italia (bandiera) | A     | Cristiano Mirarchi   |
|    | Italia (bandiera) | A     | Filippo Ferrero      |

| N° |                       | Ruolo | Giocatore             |
| -- | --------------------- | ----- | --------------------- |
|    | Italia (bandiera)     | A     | Sebastiano Di Luciano |
|    | Montenegro (bandiera) | A     | Stefan Vidović        |
|    | Italia (bandiera)     | A     | Valentino Gallo       |
|    | Italia (bandiera)     | CB    | Christian Napolitano  |
|    | Montenegro (bandiera) | CB    | Filip Klikovac        |
|    | Italia (bandiera)     | CV    | Francesco Cassia      |
|    | Italia (bandiera)     | CV    | Andrea Condemi        |
|    | Italia (bandiera)     | CB    | Francesco Condemi     |

### Staff tecnico
| Allenatore: | Stefano Piccardo |

## Mercato
| Acquisti | Acquisti | Acquisti | Acquisti |
| R.       | Nome     | da       |          |
| -------- | -------- | -------- | -------- |

| Cessioni | Cessioni | Cessioni | Cessioni |
| R.       | Nome     | a        |          |
| -------- | -------- | -------- | -------- |